# Quelneuc
Quelneuc [kɛlnœk] est une ancienne commune française, située dans le département du Morbihan en région Bretagne, devenue, le 1er janvier 2017, une commune déléguée de la commune nouvelle de Carentoir.

## Géographie

### Situation
À quelques kilomètres de La Gacilly, Quelneuc est située à l'extrême est du Morbihan, à la limite de l'Ille-et-Vilaine.

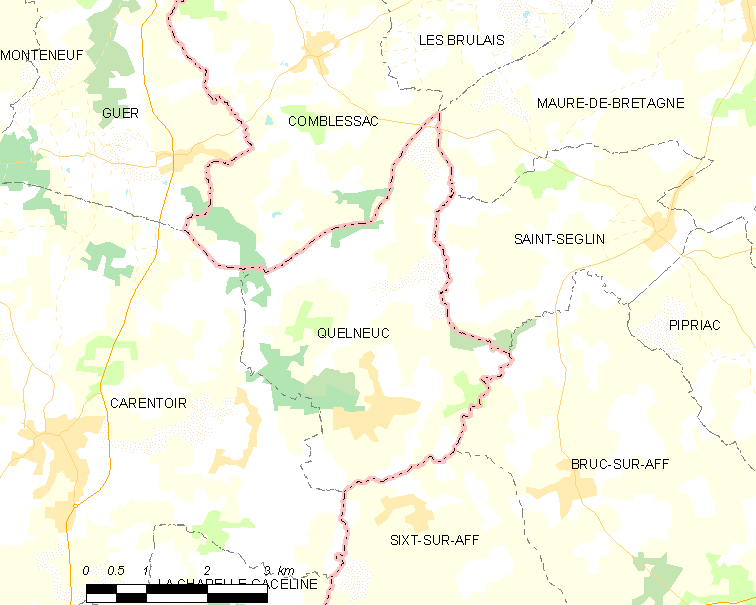
Carte de l'ancienne commune de Quelneuc et des communes avoisinantes.

## Toponymie
Le nom de la localité est mentionné sous la forme Quellenneuc au XVe siècle, Quelenec en 1513.
Le nom de la localité se décompose, selon certains toponymistes, en kelen qui signifie « houx » en breton, suivi du suffixe -ec de même origine,,. Ce suffixe, qui dérive du suffixe locatif proto-celtique *-akos cf. gaulois latinisé -acum, abouti à  -eg en breton moderne, mais a aussi produit des formes écrites en -oc, -euc et -ec.
Les suffixes en -ec se trouvent en Basse-Bretagne et sont généralement considérés comme une évolution des suffixes en -euc qui serait intervenue aux alentours du XIVe siècle. Les formes toponymiques en -euc témoigneraient de la disparition du breton, ce qui aurait rendu impossible leur évolution vers la forme -ec.
Si la forme de la finale de Quelneuc n'est pas -ec, mais en -euc contrairement à celle de l'homonyme Quélennec en Châteaulin (Finistère), c'est qu'elle est une forme francisée du moyen breton Kelenneuc qui aurait donc dû évoluer en * Kelennec si le breton avait continué à être parlé dans cette zone.
Les suffixes en -euc remontent au suffixe brittonique -og, d'où une forme primitive probable en brittonique * colaennog. Le suffixe brittonique -og a la même origine celtique qu’-acum en zone de langue romane (issu du gaulois), ils remontent tous deux à une forme proto-celtique -āko(n).
Ce toponyme a pour correspondant en brittonique, le gallois Clynnog, en gaélique, l'irlandais Cuilneach  et en gaulois, peut-être, les toponymes romans Coligny et Colligny de France.
Le nom de la localité est Tcheuneu en gallo .
La forme bretonne Kelenneg est attestée depuis 1985,,,,,.

## Histoire

### Préhistoire
Un menhir, signalé en 1847 par François-Marie Cayot-Délandre, est situé au sud du château du Mur, dans une prairie ; il est de nos jours dénommé "menhir du Bas-Marsac" ou encore "menhir de la Saude : c'est un menhir en roche éruptive de 2,20 mètres de haut, à la limite des communes de Carentoir (ancienne commune), Quelneuc et Comblessac.

### Antiquité
La voie romaine de Juliomagus (Angers) à Vorgium (Carhaix), dénommée par la suite Chaussée d'Ahès suit la limite de la commune de Quelneuc avec celles de Comblessac, passant plus à l'ouest par le château du Mur.

### Moyen-Âge
Quelneuc est issu d'un démembrement de la paroisse primitive de Carentoir.
Au Moyen-Âge sa principale seigneurie était La Ville-Quéno.

### Temps modernes

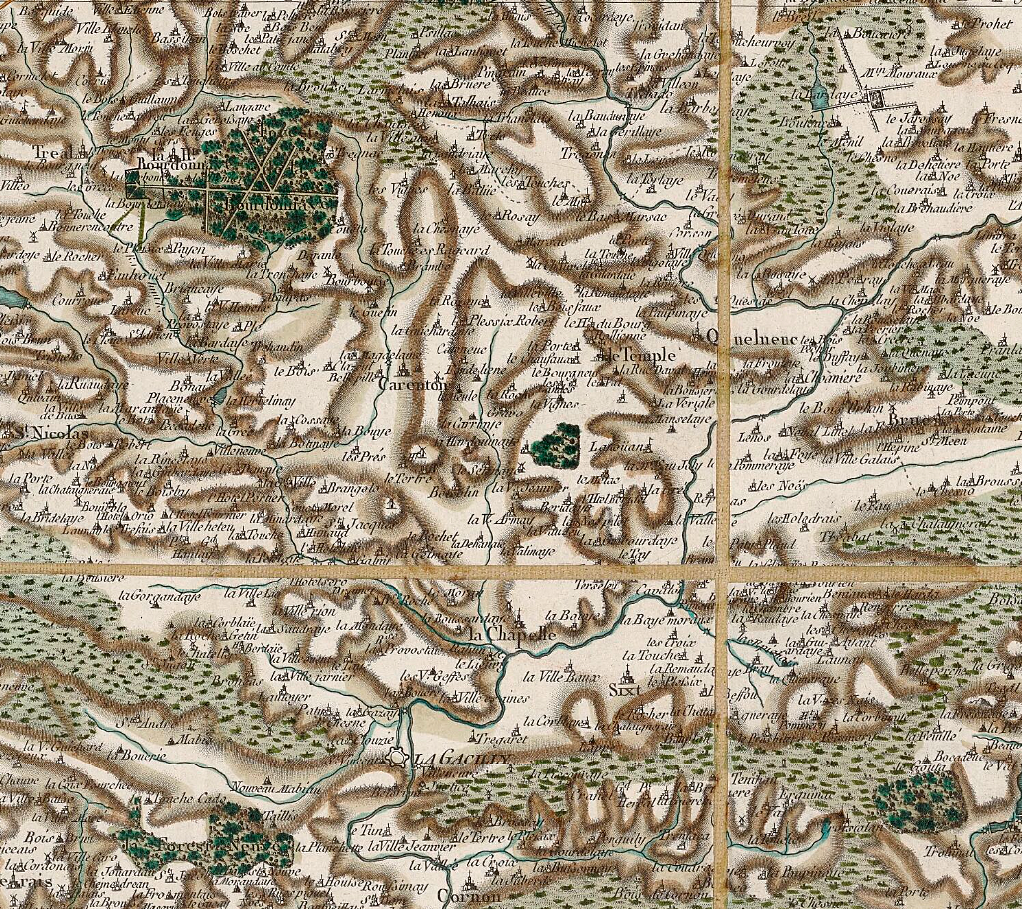
Carte de Cassini de la paroisse de Carentoir, incluant la trève de Quelneuc (1775).

Quelneuc est une ancienne trève de la paroisse de Carentoir depuis 1618, portant le titre de Quelneuc et Corson qui représente les deux villages de la trève. Elle fait partie de la commune de Carentoir à sa création. En 1842, elle devient une paroisse succursale. Puis le 2 mai 1863, la commune de Quelneuc est créée, rattachée aussi au canton de La Gacilly.
Selon l'abbé Jacques Marie Le Claire, « dans la trève de Quelneuc, en Carentoir, les nouvelles mariées doivent un « devoir de chanson » à l'issue de la messe des épousailles, sous le chêne au devant de l'église ; à défaut le seigneur ou ses « commis » ont le droit de prendre l'accoutrement de la tête de ladite mariée et la découvrir, mettre le chef au vent, sans qu'on puisse faire action [opposition] au dit seigneur ».

### LeXIXesiècle
Le 23 juin 1842 Quelneuc est érigé en paroisse succursale
.
Le 18 avril 1863 le Corps législatif adopte le projet de loi portant création de la commune de Quelneuc, distraite de celle de Carentoir, et le Sénat vote en faveur le 25 avril 1863 ; la loi est promulguée par Napoléon III le 2 mai 1863.
En 1872 la commune de Quelneuc était encore dépourvue d'école et de mairie. «Ses ressources, qui sont fort restreintes, ne lui permettraient pas d'entreprendre les constructions dont il s'agit » ; le département accepte de voter une subvention pour aider la commune à acheter une maison qui lui est vendue par M. De Talhouët.

### LeXXesiècle

#### La Belle Époque
Par arrêté  préfectoral du 22 août 1903 l'école publique de filles de Quelneuc est laïcisée.
En mars 1906 au Temple, à Carentoir, à Quelneuc, les paroissiens empêchent l'inventaire des biens d'église. « Dans ces deux dernières paroisses, l'agent du fisc a été tenu par la foule, armée de bâtons, à plus de 400 mètres de distance des églises. Henri de Talhouët, alors maire, fut suspendu de ses fonctions le 23 mars 1906 par le gouvernement.

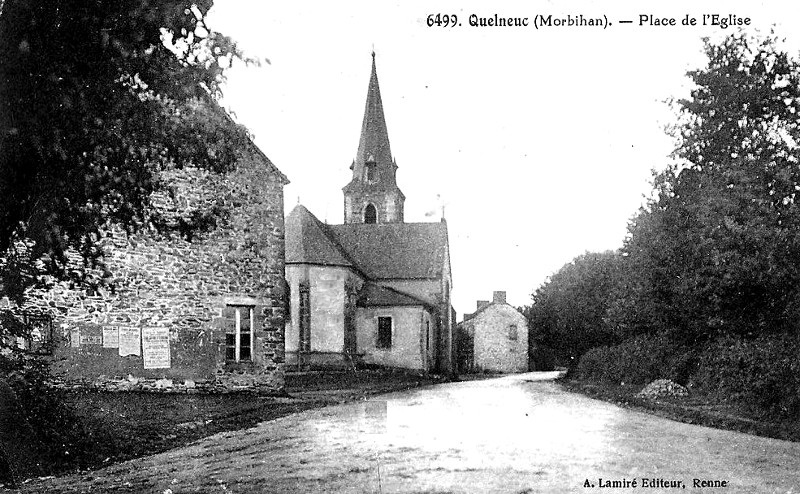
Quelneuc ː la Place de l'Église au début du XXe siècle (carte postale).
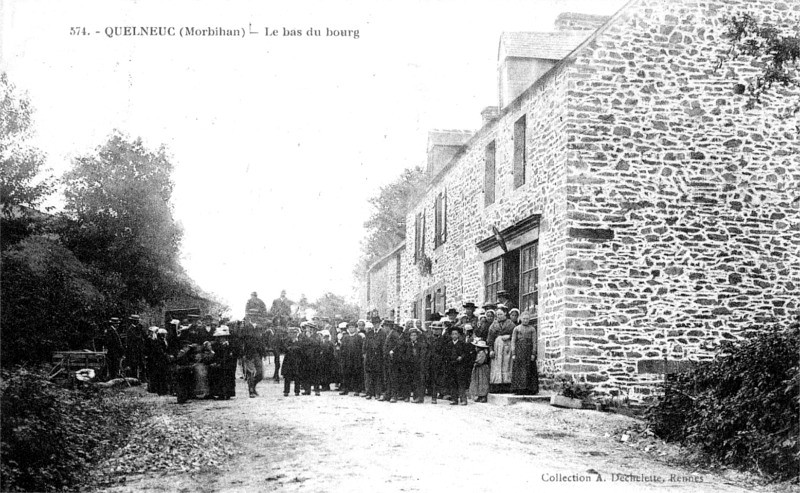
Quelneuc ː le Bas du Bourg au début du XXe siècle (carte postale).

#### La Première Guerre mondiale
Le monument aux morts de Quelneuc porte les noms de 33 soldats morts pour la France pendant la Première Guerre mondiale ; parmi eux trois sont morts en Belgique (dont Auguste François dès le 22 août 1914 et Joseph Daniel le lendemain, le troisième étant Joseph Bouchet le 26 octobre 1918, donc peu avant l'armistice) ; Louis Bouchet et Jean Daret sont morts alors qu'ils étaient en captivité en Allemagne ; tous les autres sont morts sur le sol français (dont René de Talhouët de Boishorand, chevalier de la Légion d'honneur et décoré de la Croix de guerre ; Mathurin Corduan, Joseph Hervy, Julien Provost et Joseph Rocher, tous les quatre décorés à la fois de la Médaille militaire et de la Croix de guerre ; Jean Corduan décoré de la Médaille, militaire et Gilles de Talhouët de Boishorand de la Croix de guerre).

#### L'Entre-deux-guerres

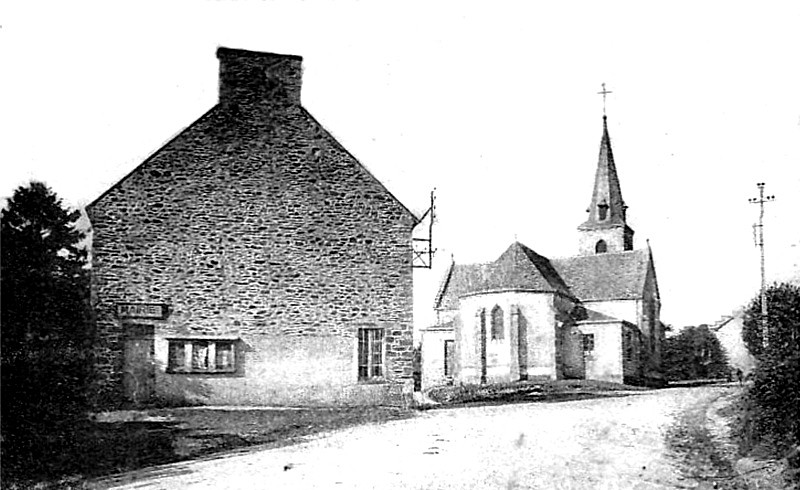
Quelneuc : la mairie et l'église vers 1930 (carte postale).
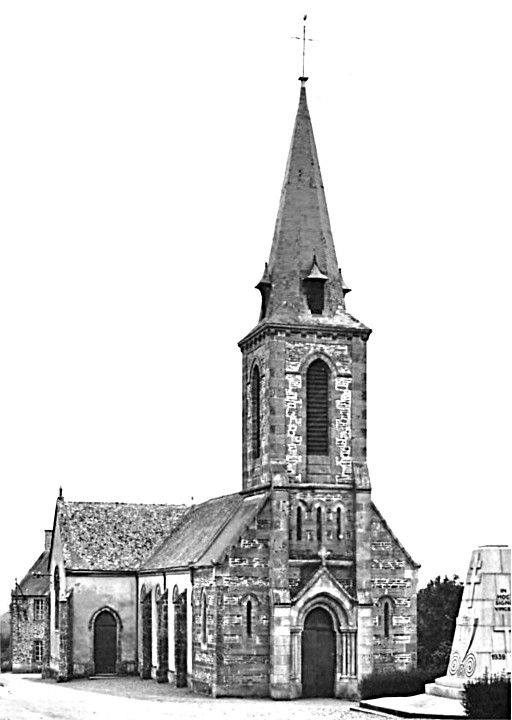
Quelneuc ː l'église paroissiale Saint-Nicolas vers 1930 (carte postale).
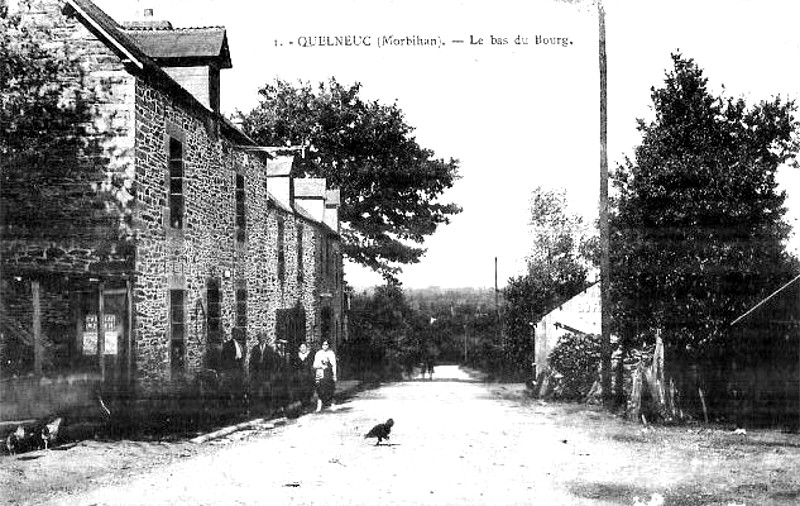
Quelneuc ː le Bas du Bourg vers 1930 (carte postale).

#### La Seconde Guerre mondiale
Le monument aux morts de Quelneuc porte les noms de 4 personnes mortes pour la France pendant la Seconde Guerre mondiale : Joseph Joly, soldat tué à l'ennemi au printemps 1940 lors de la Campagne de France ; Gilles de Talhouët de Boishorand, sous-lieutenant au Régiment de marche du Tchad, tué à l'ennemi le 22 novembre 1944 à Eckbolsheim (Bas-Rhin) ; Émile Goueraud et François Hochet.

#### L'après Seconde Guerre mondiale
Dans la décennie 1950, le bourg de Quelneuc conserve encore quelques commerces (8 commerces alimentaires (cafés, épiceries, charcutier, boucher) et artisans (cordonnier, sabotier, deux forgerons, tisserand) ; huit autres artisans sont recensés dans la campagne (sabotier, forgeron, bouilleur de cru, meunier, .. ainsi qu'une scierie) ; mais la commune est en proie à l'exode rural et se dépeuple.

## Politique et administration

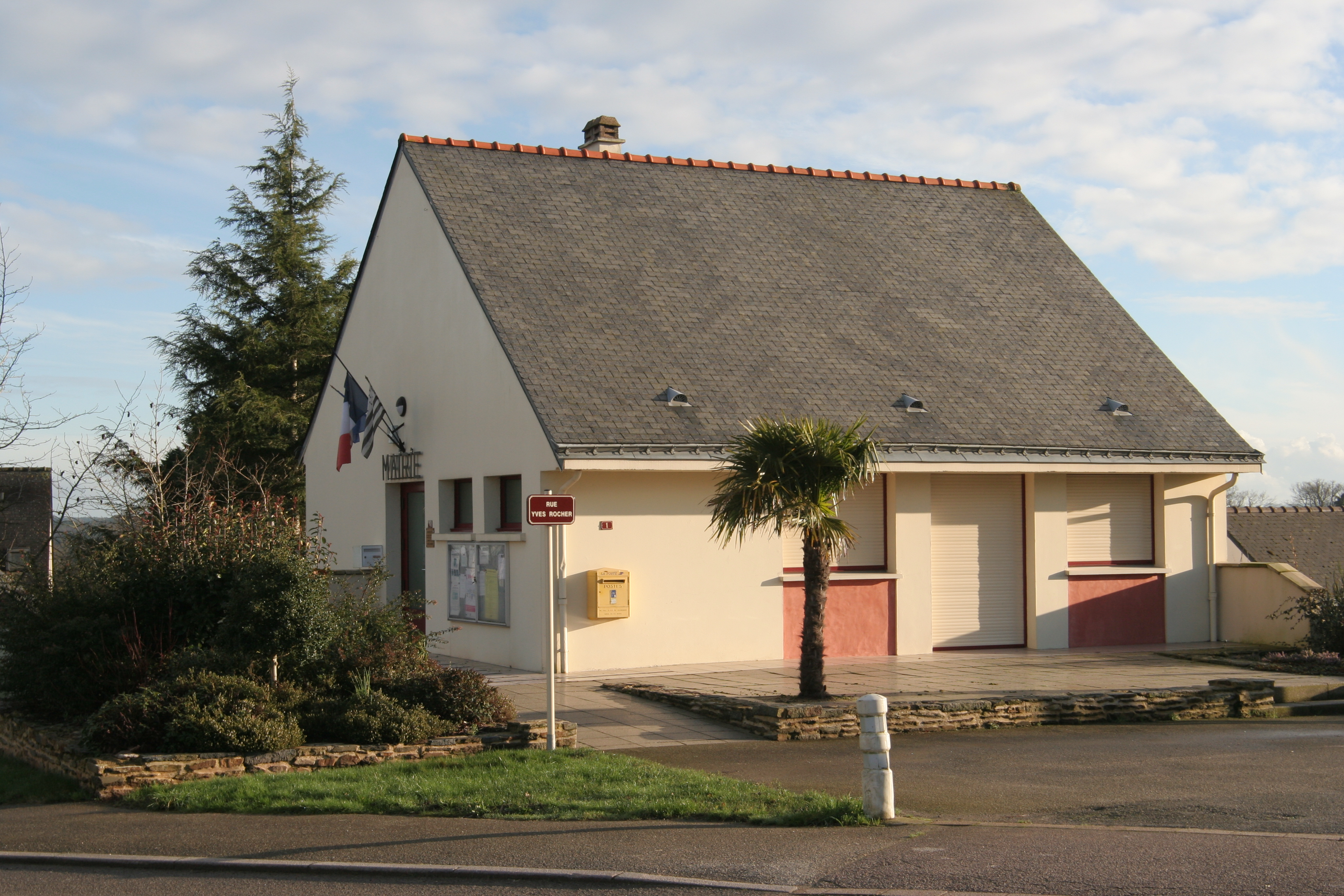
La mairie de Quelneuc.

| Période                                  | Période       | Identité             | Étiquette | Qualité |
| ---------------------------------------- | ------------- | -------------------- | --------- | --- |
| Les données manquantes sont à compléter. |               |                      |           | |
| 1863                                     | 1870          | François Rocher      |           | Propriétaire. Premier maire de Quelneuc. |
| 1870                                     | 1881          | Mathurin Joly        |           | Cultivateur. |
| 1881                                     | 1887          | Pierre Leblanc       |           | |
| 1887                                     | 1906          | Henri de Talhouët    | Libéral   | Comte. Propriétaire Conseiller d'arrondissement (1904 → 1913) |
| 1906                                     | mai 1912      | Joseph Prévert       |           | Cultivateur. |
| mai 1912                                 | mars 1959     | François de Talhouët |           | Fils d'Henri de Talhouët de Boishorand, maire entre 1887 et 1906. Croix de guerre. Chevalier de la Légion d'honneur.                                                             |
| mars 1959                                | août 1959     | Georges Tessier      |           | |
| septembre 1959                           | février 1986  | René Soulaine        |           | |
| 1986                                     | juin 1995     | Raymonde Larcher     |           | |
| juin 1995                                | mars 2014     | René Leblanc         | DVG       | Retraité directeur départemental des marques de l'INPI.Sous son mandat survient la fermeture de l’usine de couture, ce qui entraîne le licenciement d’une centaine de personnes. |
| mars 2014                                | décembre 2016 | Loïc Hervy           | SE        | Agriculteur |

Le 1er janvier 2017, Quelneuc fusionne avec Carentoir pour former la commune nouvelle de Carentoir. À cette date, Loïc Hervy devient maire délégué de l'ancienne commune, avant d'être formellement élu le 11 janvier.
| Période         | Période     | Identité     | Étiquette | Qualité                    |
| --------------- | ----------- | ------------ | --------- | -------------------------- |
| 11 janvier 2017 | 23 mai 2020 | Loïc Hervy   | SE        | Agriculteur                |
| 23 mai 2020     | En cours    | Claude Jouen | SE        | Chef d'entreprise retraité |

## Démographie
L'évolution du nombre d'habitants est connue à travers les recensements de la population effectués dans la commune depuis 1866. À partir du 1er janvier 2009, les populations légales des communes sont publiées annuellement dans le cadre d'un recensement qui repose désormais sur une collecte d'information annuelle, concernant successivement tous les territoires communaux au cours d'une période de cinq ans. 
Pour les communes de moins de 10 000 habitants, une enquête de recensement portant sur toute la population est réalisée tous les cinq ans, les populations légales des années intermédiaires étant quant à elles estimées par interpolation ou extrapolation. Pour la commune, le premier recensement exhaustif entrant dans le cadre du nouveau dispositif a été réalisé en 2004,.
En 2014, la commune comptait 548 habitants, en évolution de 0 % par rapport à 2009 (Morbihan : +3,47 %, France hors Mayotte : +2,49 %).
| 1866 | 1872 | 1876 | 1881 | 1886 | 1891 | 1896 | 1901 | 1906 |
| ---- | ---- | ---- | ---- | ---- | ---- | ---- | ---- | ---- |
| 835  | 785  | 815  | 812  | 811  | 848  | 895  | 913  | 878  |

| 1911 | 1921 | 1926 | 1931 | 1936 | 1946 | 1954 | 1962 | 1968 |
| ---- | ---- | ---- | ---- | ---- | ---- | ---- | ---- | ---- |
| 872  | 775  | 787  | 751  | 769  | 766  | 692  | 606  | 590  |

| 1975 | 1982 | 1990 | 1999 | 2004 | 2009 | 2014 | - | - |
| ---- | ---- | ---- | ---- | ---- | ---- | ---- | - | - |
| 612  | 581  | 530  | 485  | 528  | 548  | 548  | - | - |

## Enseignement

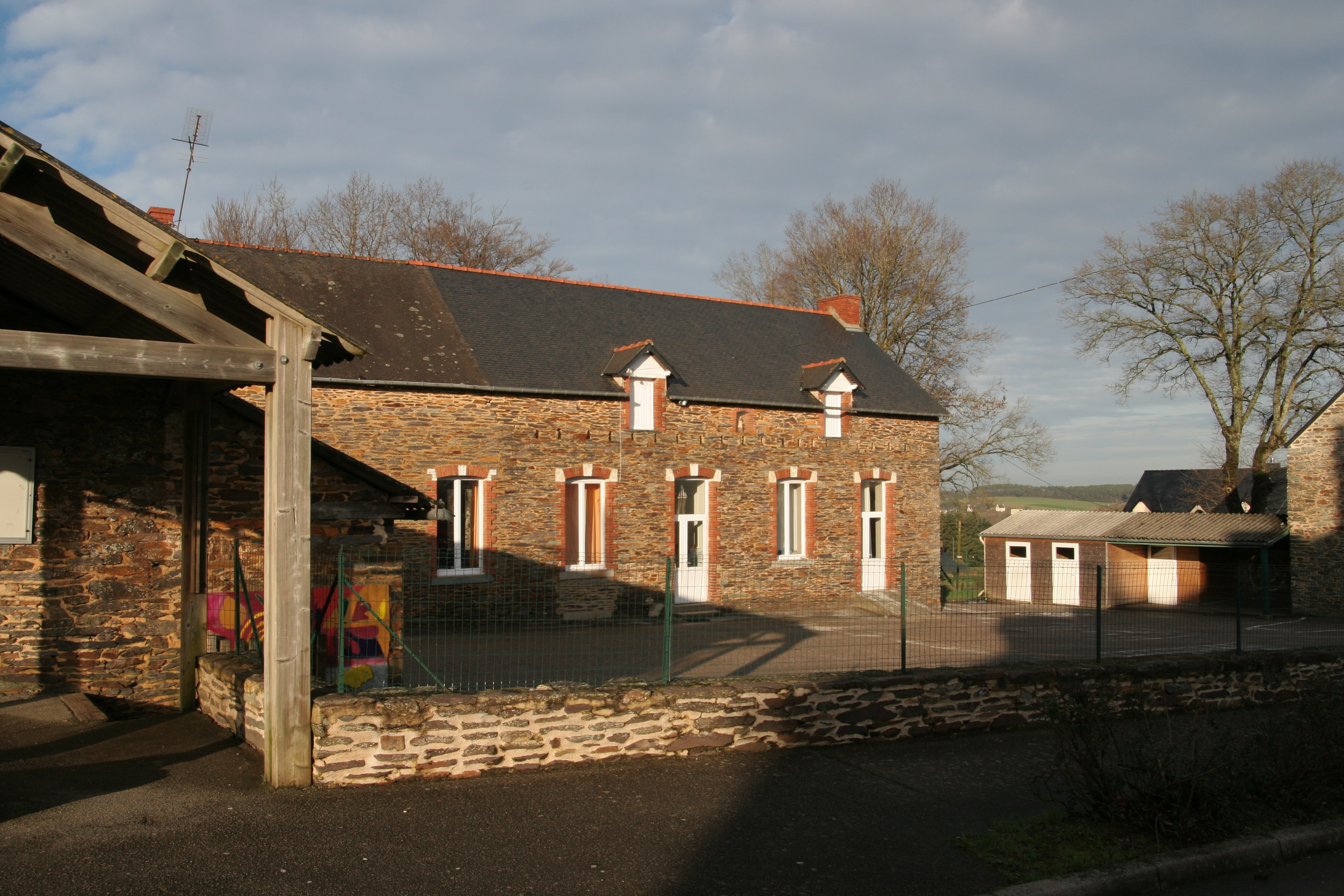
L école primaire privée de Quelneuc.

## Sports
Un cyclo-cross renommé s'y déroule depuis 1992 sur le circuit du Houx. Il a été le support de deux championnats de France de cyclo-cross (2012 et 2018), ainsi que de cinq manches du Challenge la France cycliste de cyclo-cross (2007, 2008, 2009, 2013 et 2015).

## Culture et patrimoine

### Lieux et monuments
- Château de la Ville-Quéno :le château actuel a été construit vers 1890 sur des vestiges antérieurs ; ce fut le siège d'une seigneurie dès le XIVe siècle[35] ;

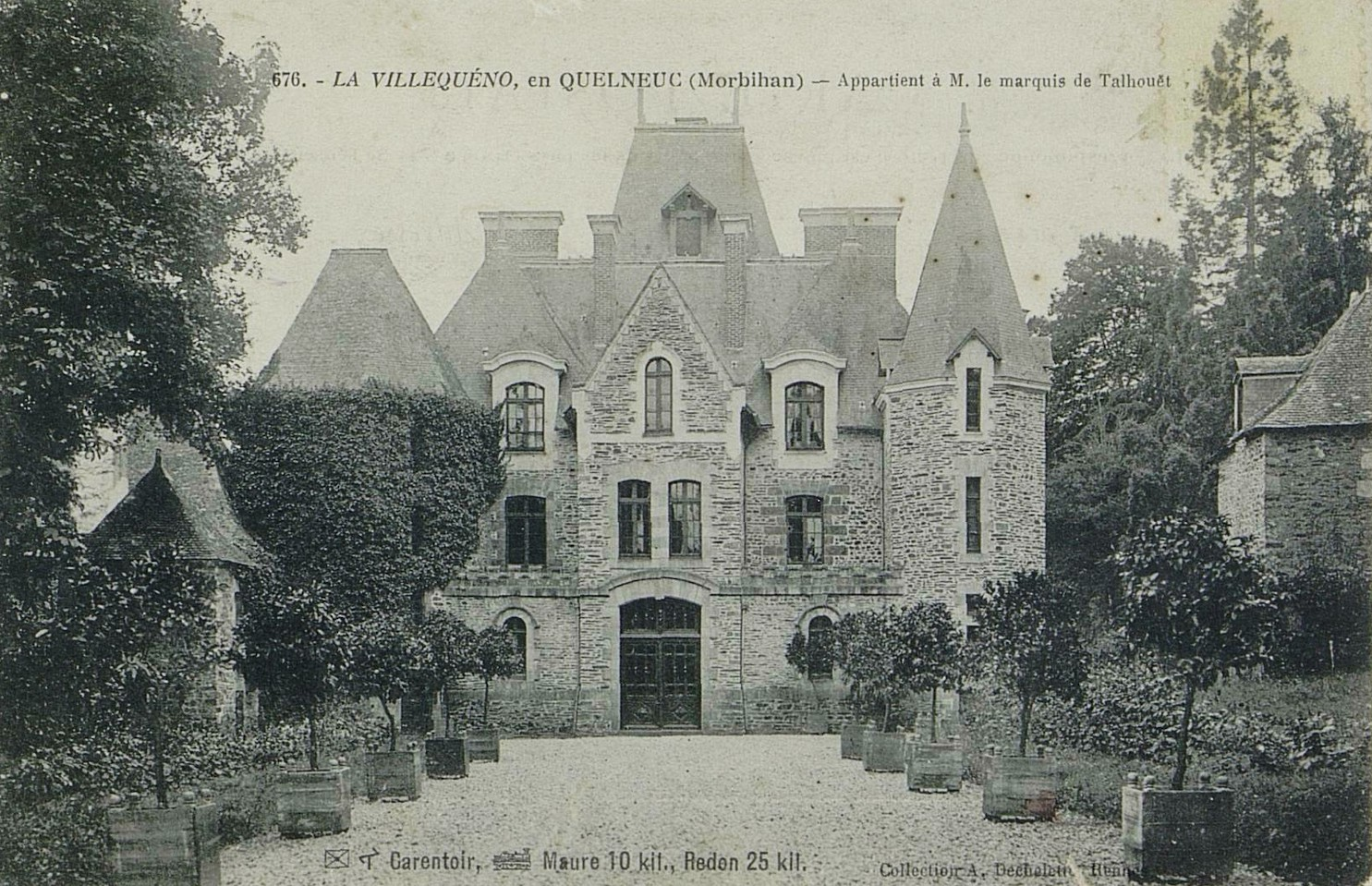
Le château de la Ville-Queno au début du XXe siècle, côté nord (carte postale).
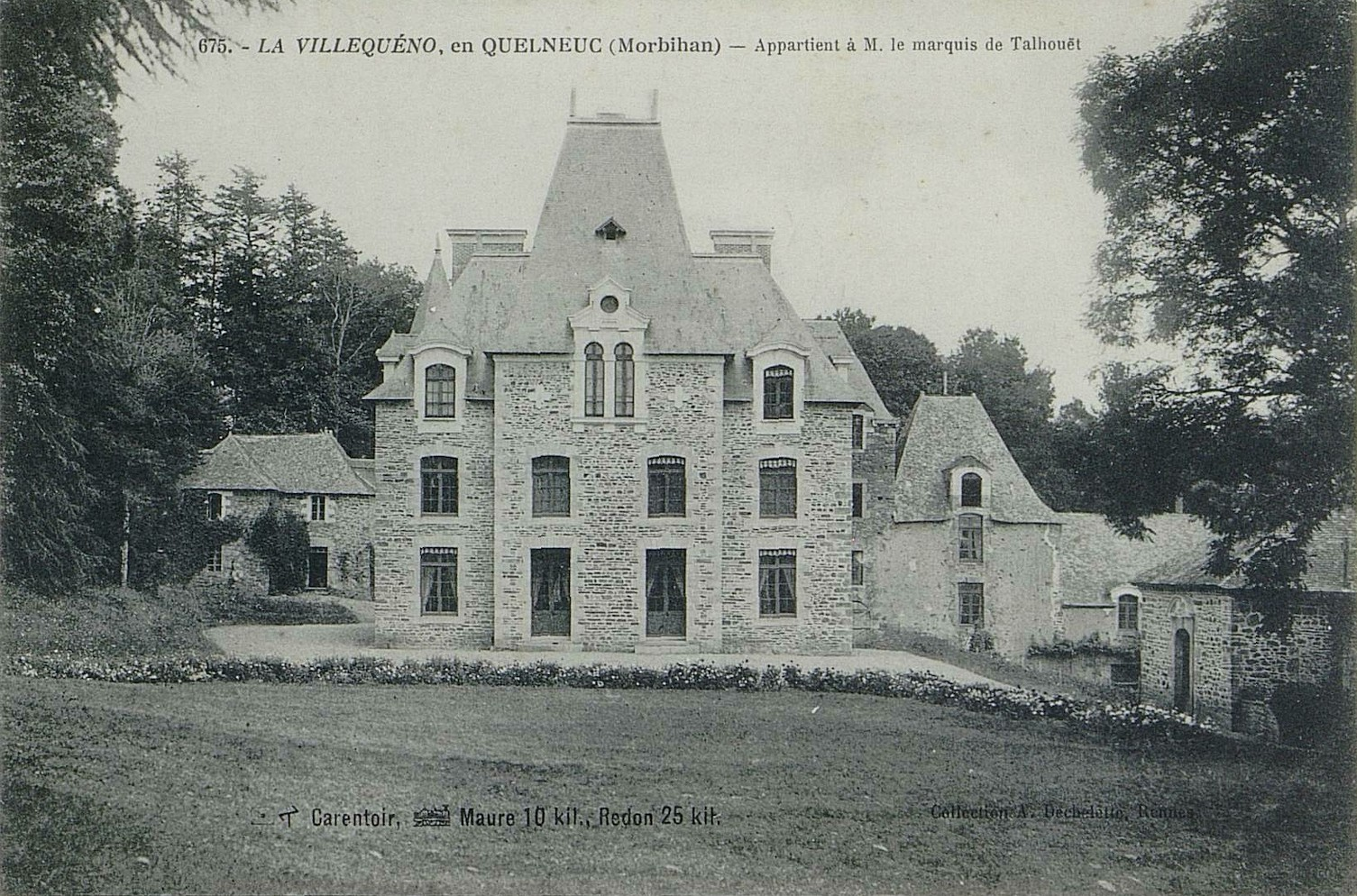
Le château de la Ville-Queno au début du XXe siècle, côté sud (carte postale).

- Église Saint-François-de-Sales : en forme de croix latine, elle date de 1875 et a remplacé une église antérieure construite en 168 et qui était dédiée à saint Nicolas[36] ; elle possède un mobilier religieux d'intérêt patrimonial (croix de procession, ciboires, calice, patène, statues, etc..)[37]

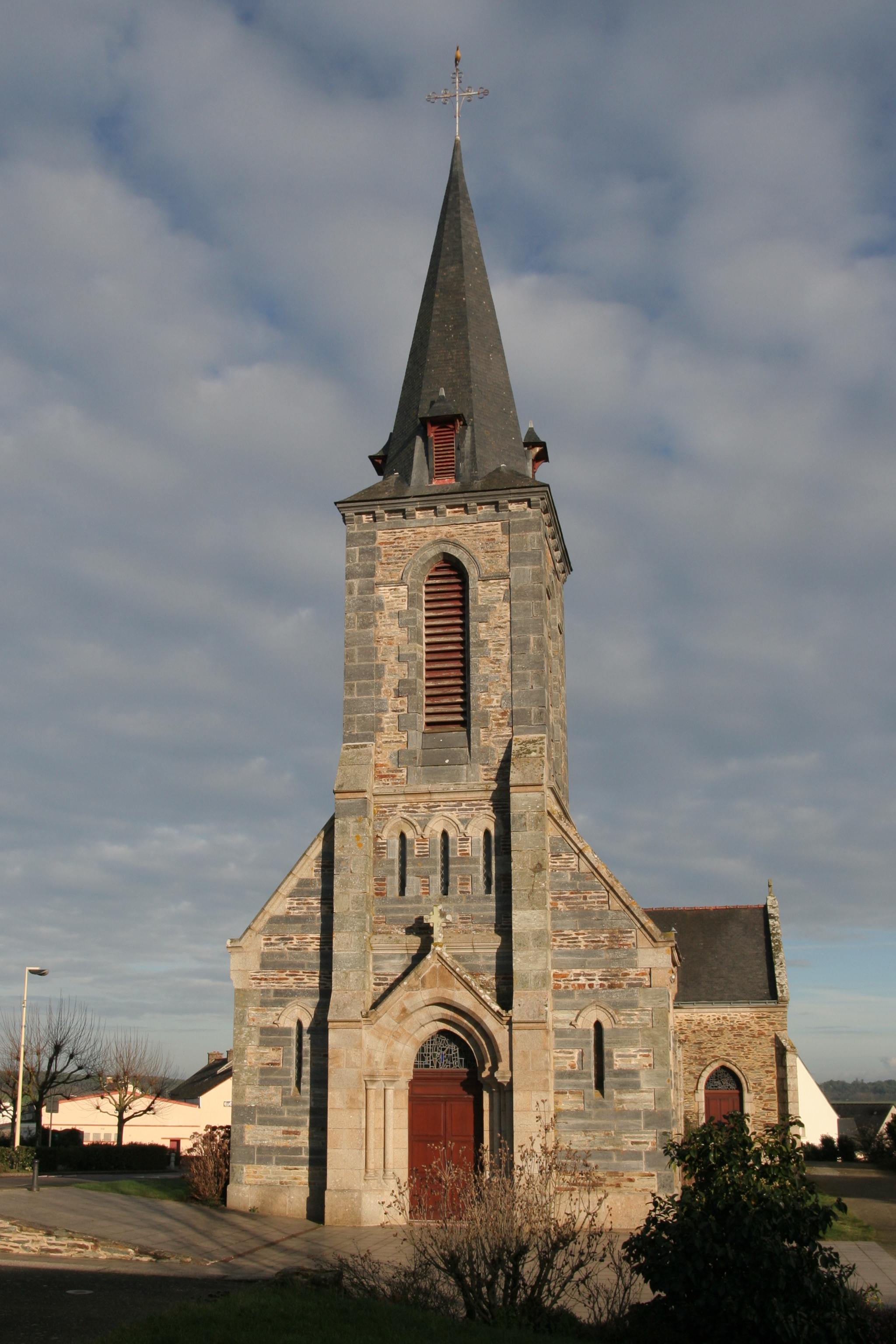
L'église Saint-François-de-Sales : la façade.
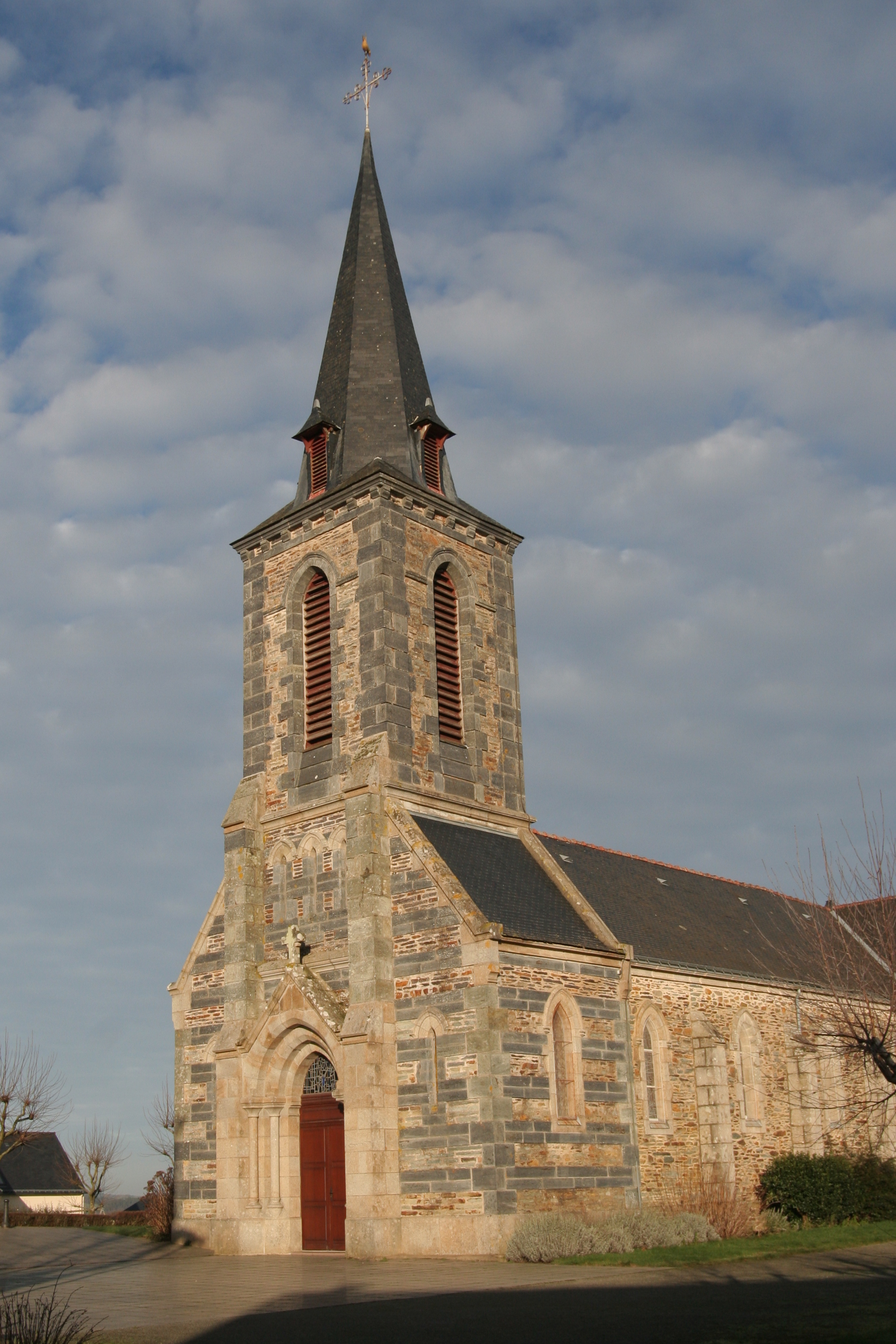
L'église Saint-François-de-Sales : le clocher.

- La chapelle Notre-Dame du Ronseray : en ruine au début du XXe siècle, elle a été reconstruite vers 1960.
- Le manoir de la Chouannière (il date du XVe siècle sauf sa tour carrée qui date du XVIe siècle) et sa chapelle (elle date du XVIIIe siècle)[38].
- Le manoir de Quelneuc (XVe siècle-XVIe siècle): il fut le siège d'une ancienne seigneurie.
- Le manoir de Ronseray, siège aussi d'une ancienne seigneurie.
- La croix du cimetière : une croix remontant au XVe siècle ou au XVIe siècle[39].
- Des croix de chemin : celle du Pont de la Fosse[40], celle de la Rimandaie[41], etc..
- Le moulin à eau du Pont de la Fosse[42] ;

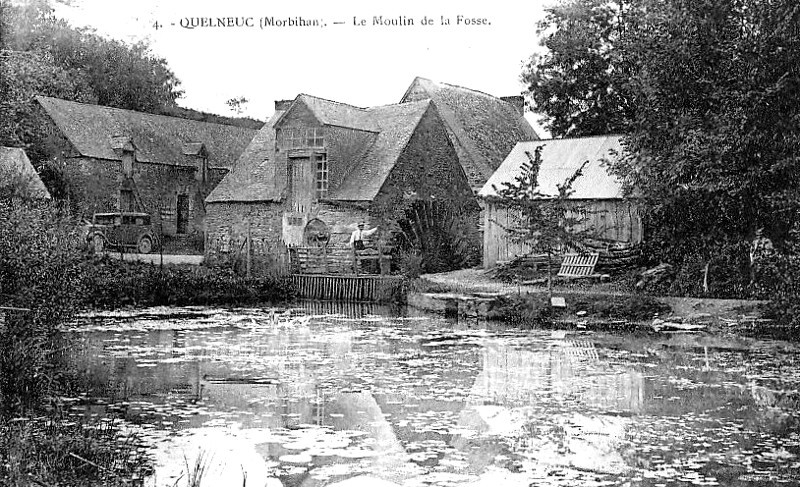
Quelneuc ː le moulin de la Fosse vers 1930 (carte postale).

- Plusieurs maisons et fermes présentent un intérêt patrimonial[43], par exemple celles de Corson, de la Boissière, de Gourdelaie, etc..

## Personnalités liées à la commune
- Joseph de Talhouët de Boishorand, né à Quelneuc, président à mortier du parlement de Bretagne et maire de Rennes de 1790 à 1792,
- Roger Gicquel, présentateur du journal télévisé de TF1 entre 1975 et 1980, a vécu à Quelneuc.